# Норвуд (Кентаки)
Норвуд (енгл. Norwood) град је у америчкој савезној држави Кентаки.

## Демографија
По попису из 2010. године број становника је 370, што је 25 (-6,3%) становника мање него 2000. године.
| Група             | 2000.       | 2010.       |
| Белци             | 378 (95,7%) | 348 (94,1%) |
| Афроамериканци    | 4 (1,0%)    | 4 (1,1%)    |
| Азијати           | 3 (0,8%)    | 3 (0,8%)    |
| Хиспаноамериканци | 3 (0,8%)    | 9 (2,4%)    |
| Укупно            | 395         | 370         |